# واکنش تیول-این
واکنش تیول-این (همچنین به عنوان هیدروتیول‌دار کردن یا هیدروتیولاسیون آلکین شناخته می شود) یک واکنش آلی بین یک تیول و یک آلکین است. محصول واکنش یک آلکنیل سولفید است. این واکنش اولین بار در سال ۱۹۴۹ با تیواستیک اسید به عنوان واکنشگر گزارش شد و در سال ۲۰۰۹ دوباره کشف شد. واکنش تیول-این در کلیک شیمی و در پلیمریزاسیون، به ویژه با دندریمرها استفاده می شود.
| Thiol-yne reaction |
| واکنش تیول-این     |

## همچنین ببینید
- واکنش تیول-ان
- کلیک شیمی
- افزایش رادیکالی
- افزایش مایکل